# Kilbjörnbär
Kilbjörnbär (Rubus silvaticus) är en rosväxtart som beskrevs av Carl Ernst August Weihe och Nees. Kilbjörnbär ingår i släktet rubusar, och familjen rosväxter. Utöver nominatformen finns också underarten R. s. microphyllus.

## Bildgalleri

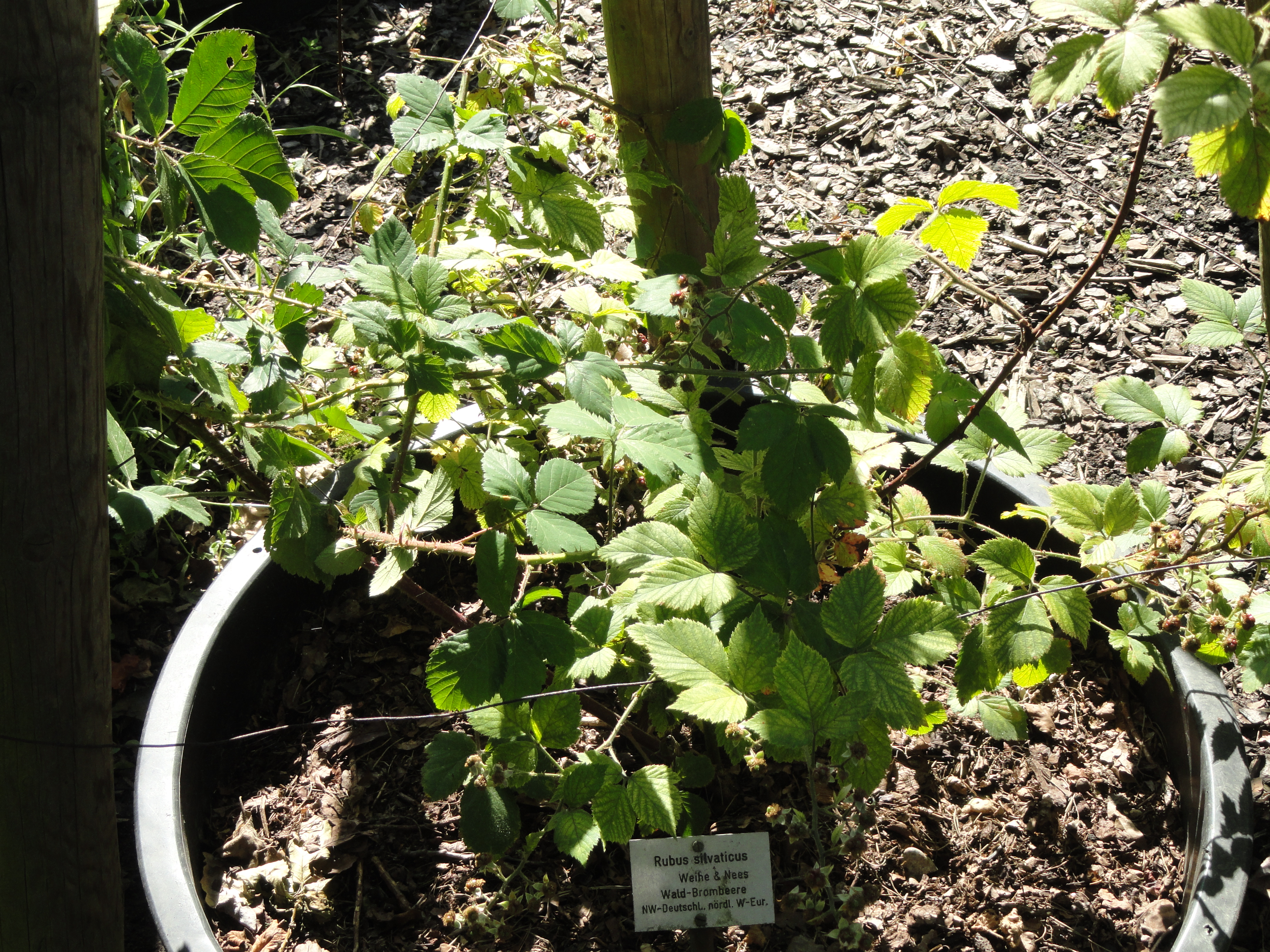